# Bărăști (okręg Suczawa)
Bărăști – wieś w Rumunii, w okręgu Suczawa, w gminie Boroaia. W 2011 roku liczyła 799 mieszkańców.